# Ctenoparia jordani
Ctenoparia jordani är en loppart som beskrevs av Smit 1955. Ctenoparia jordani ingår i släktet Ctenoparia och familjen mullvadsloppor. Inga underarter finns listade i Catalogue of Life.